# Ayco Bastiaens
Ayco Bastiaens (født 3. juni 1996 i Aalst) er en cykelrytter fra Belgien, der er på kontrakt hos Soudal Quick-Step.